# Nový židovský hřbitov v Kolíně
Nový židovský hřbitov se nachází v Kolíně u Veltrubské ulice naproti městskému hřbitovu. Je chráněn jako kulturní památka České republiky.

## Historie a popis
Nový areál byl založen v roce 1887, cca tisíc hrobů zabírá přibližně tři čtvrtiny jeho plochy a poslední obřad zde proběhl roku 1979.
Mezi nejznámější osobnosti zde pohřbené patří například Bedřiška Reichnerová, členka opery Národního divadla v Praze, průmyslník a velkostatkář Bernard Mandelík či několik místních rabínů. Odpočívá zde také šest neznámých mužů zahynuvších 23. ledna 1945 ve vlaku smrti z Osvětimi. Od roku 1950 je na hřbitově umístěn památník se 486 jmény obětí holokaustu.
Původní vstupní brána ani obřadní síň s domem hrobníka se bohužel nedochovaly. Síň byla zbořena byla v roce 1989, ale je známo, že mj. sloužila coby modlitebna. Místní aron ha-kodeš je od roku 1982 umístěn v synagoze v Northswoodu u Londýna.

## Současnost
Od roku 1998 má areál v péči Židovská obec v Praze. Hřbitov je uzamčen, klíč si lze po složení zálohy vypůjčit v informačním centru na Karlově náměstí.

## Galerie

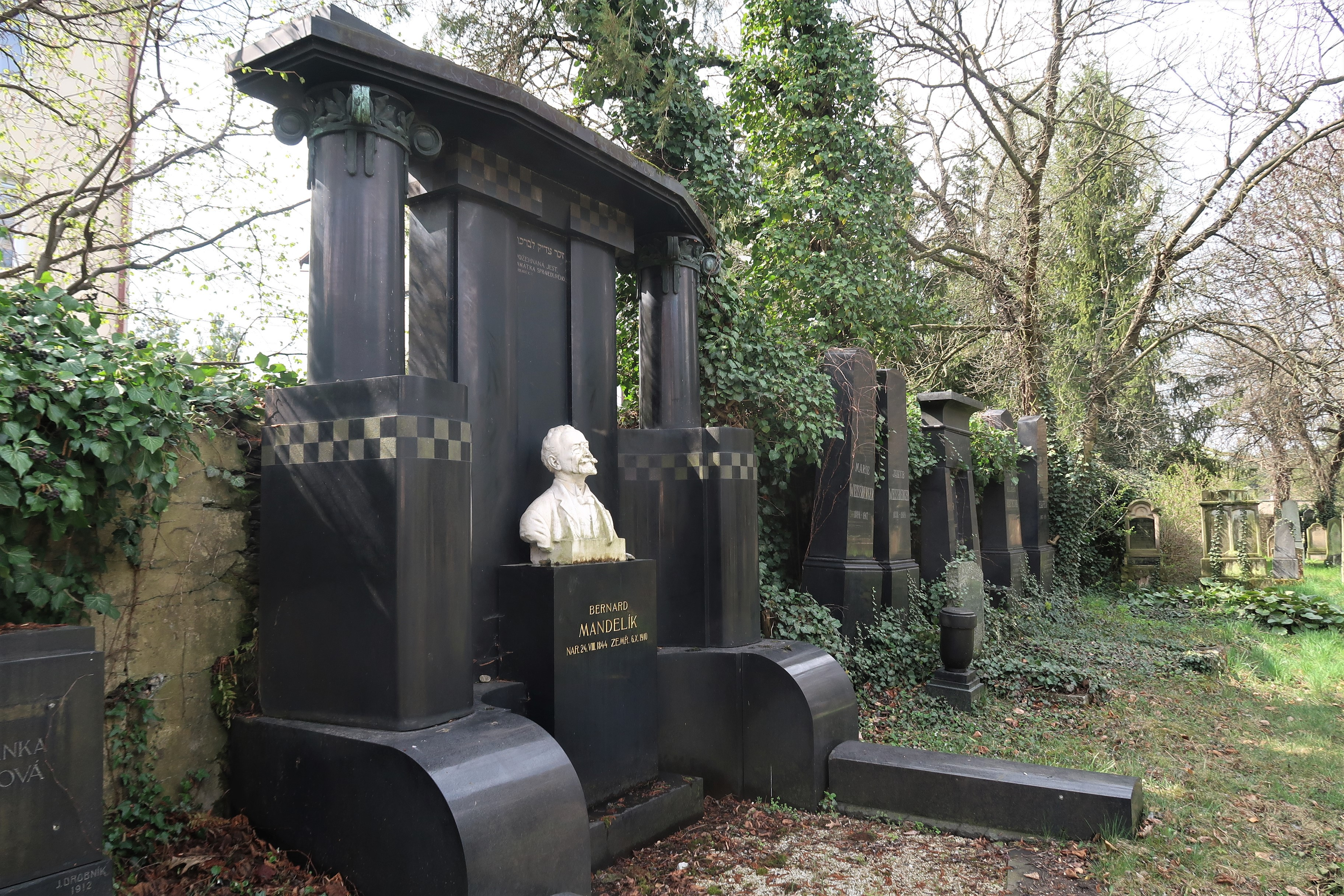
Hrobka továrníka a velkostatkáře Bernarda Mandelíka (1844–1910)
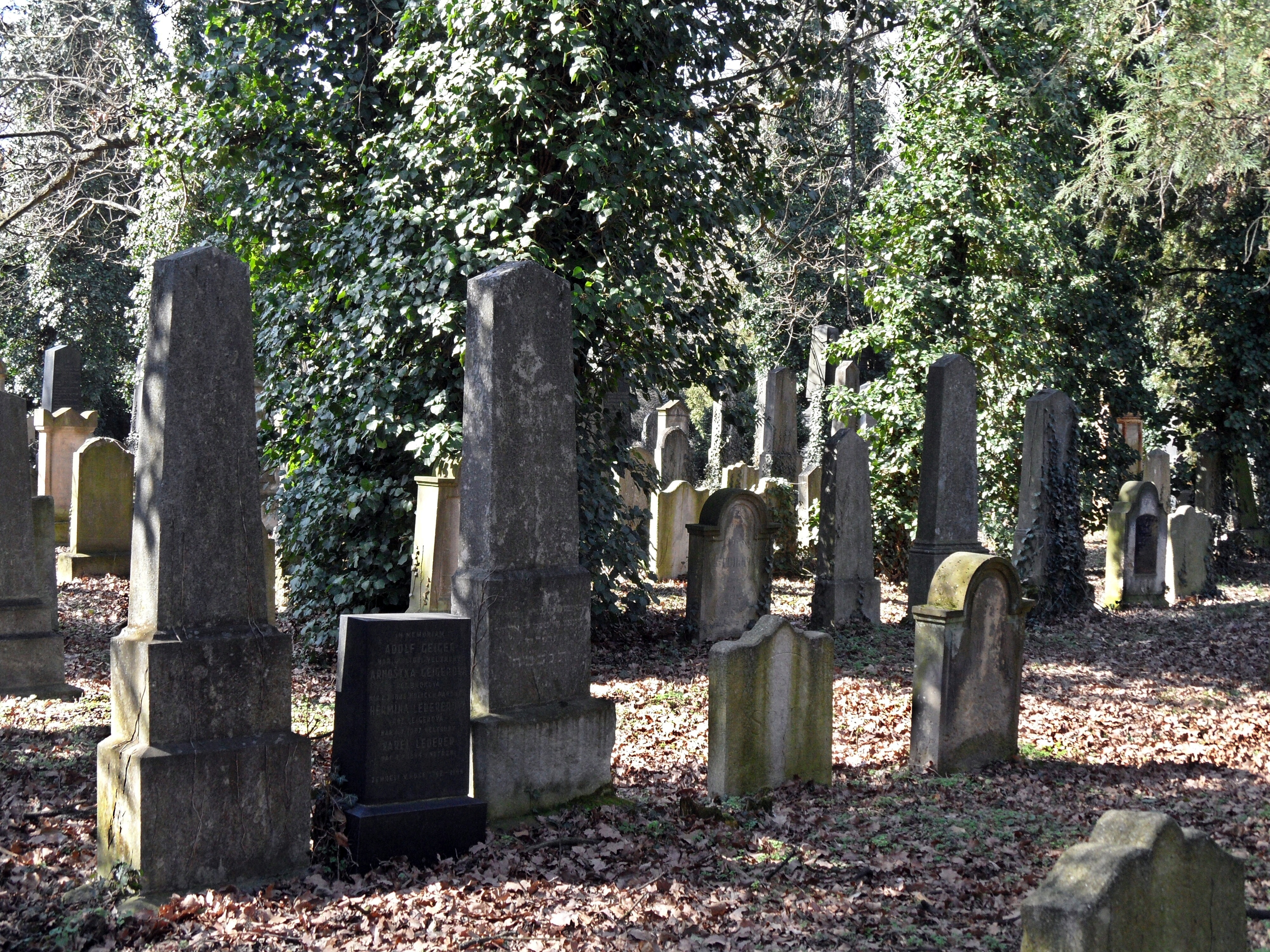
Náhrobky
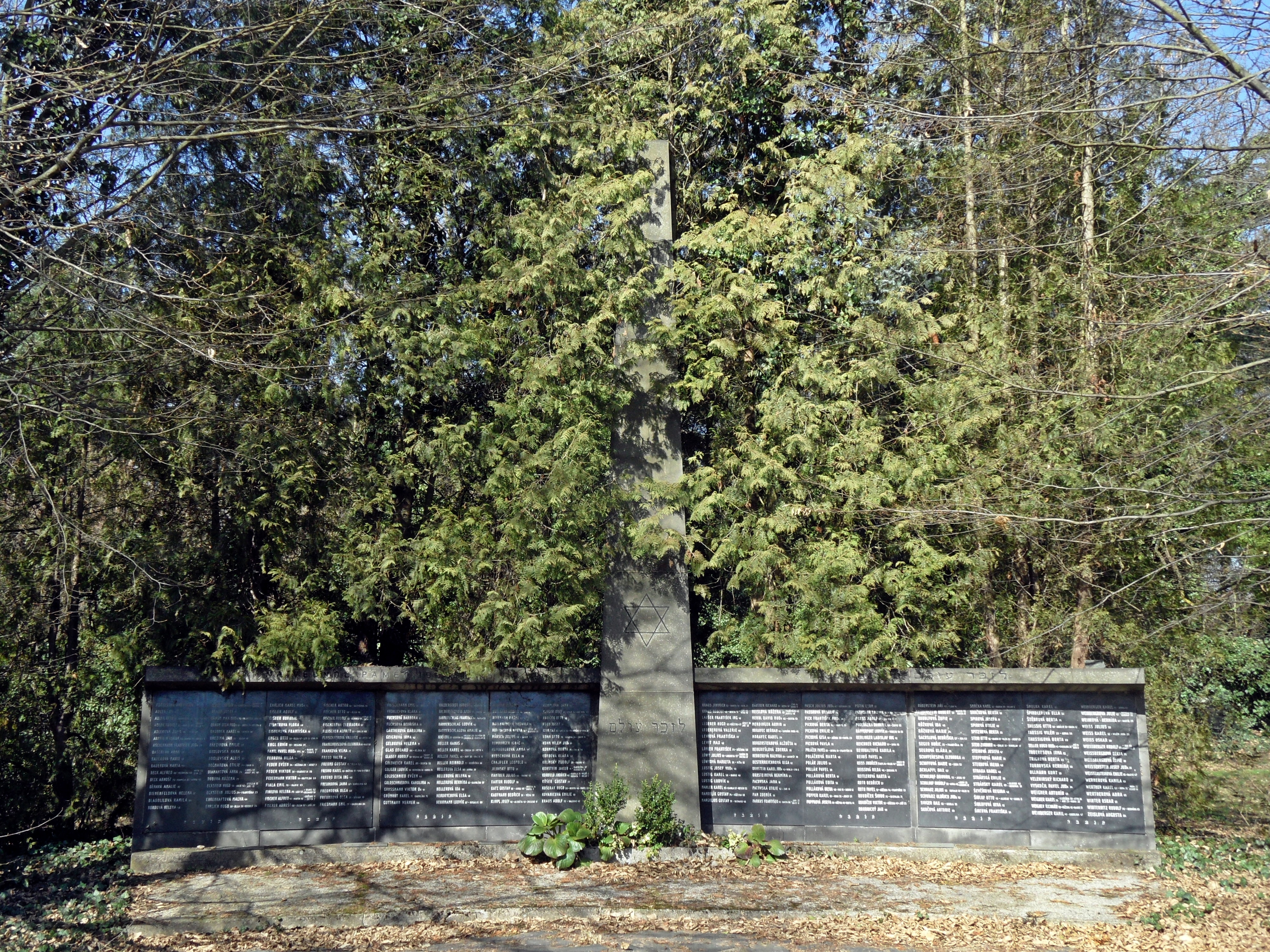
Památník obětem holokaustu
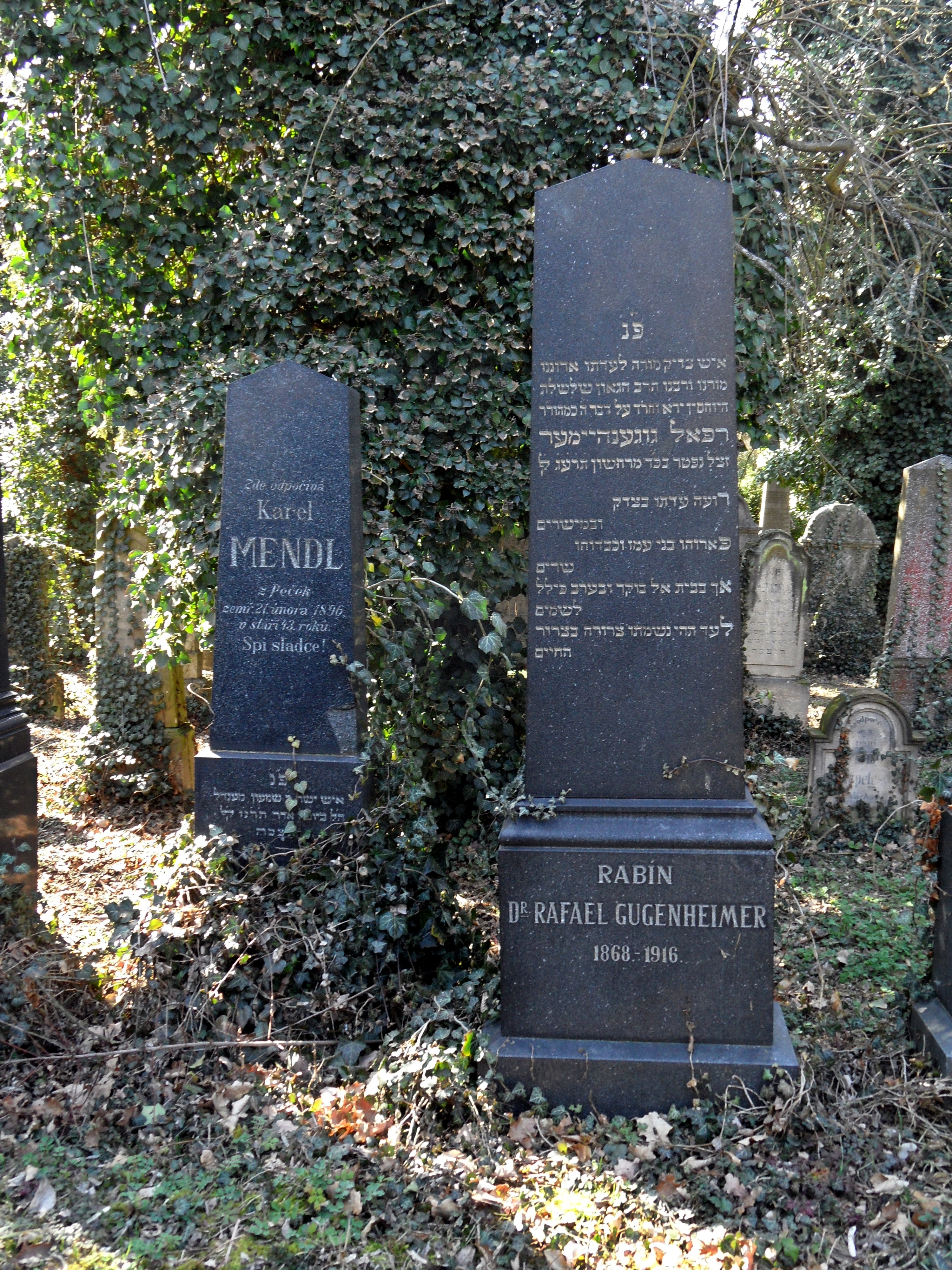
Rabín Rafael Gugenheimer
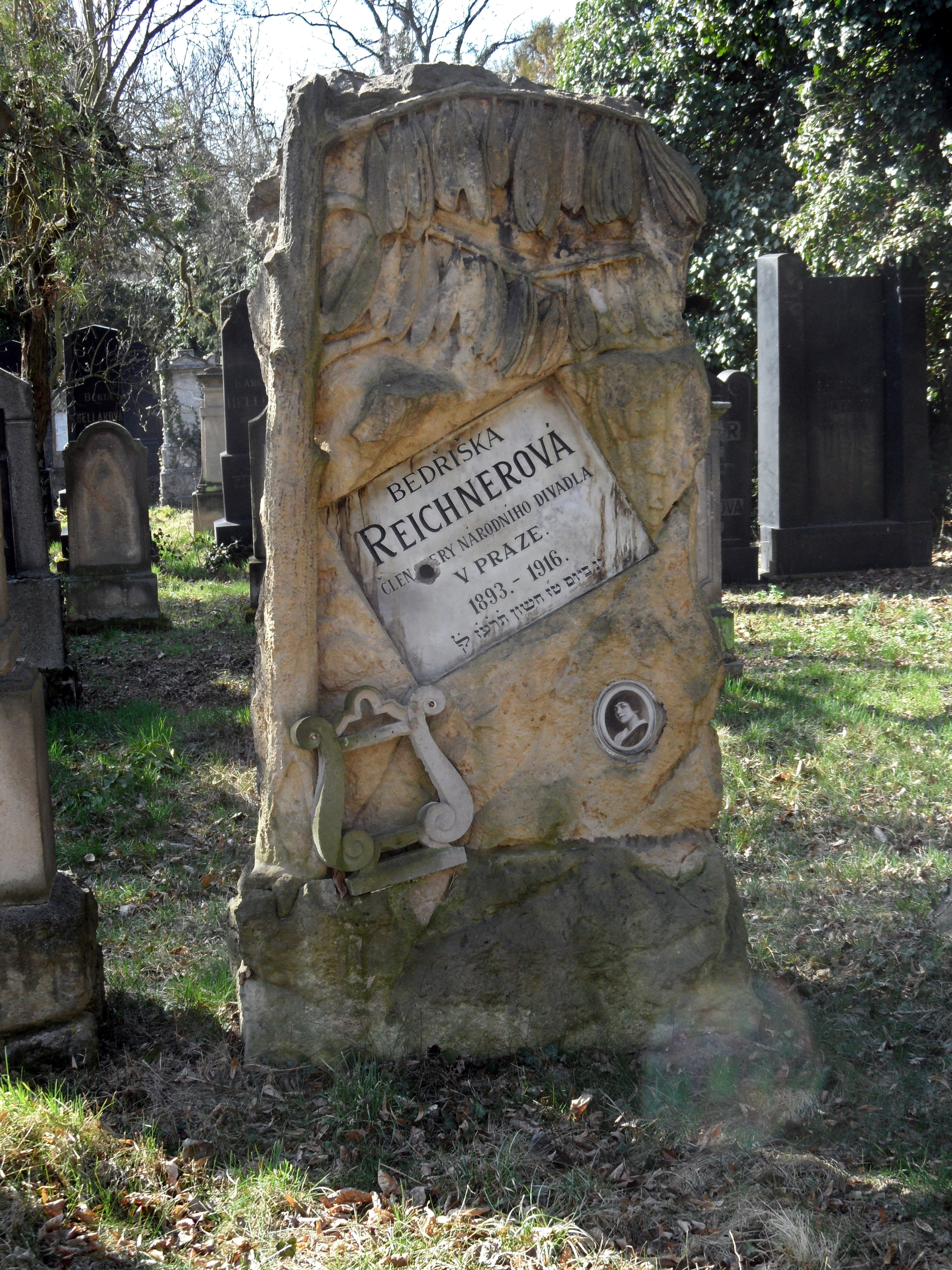
Náhrobek na hrobu Bedřišky Reichnerové
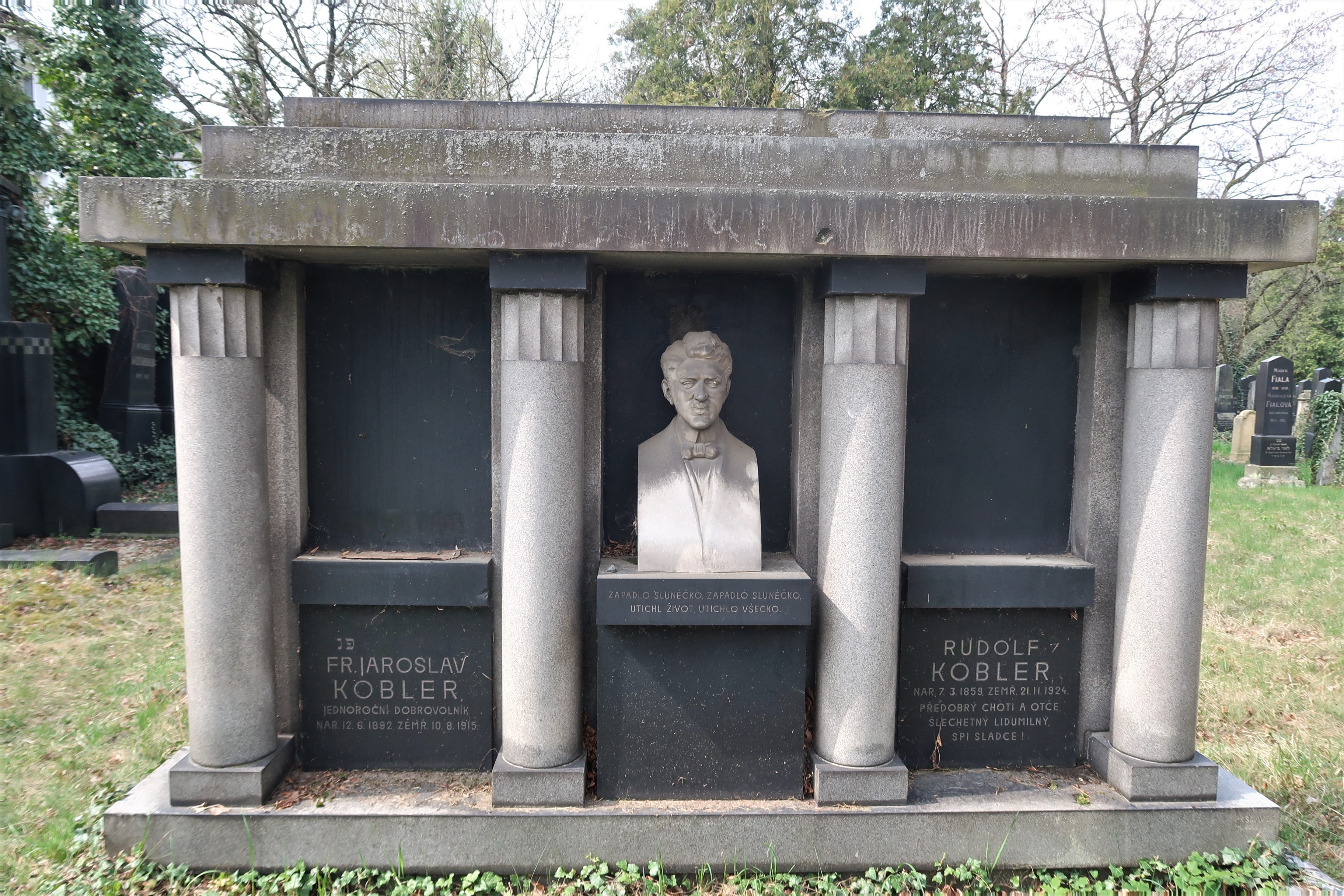
Hrobka rodiny podnikatele Rudolfa Koblera (1859–1924) s bustou jeho syna Františka Jaroslava (1892–1915) padlého v první světové válce
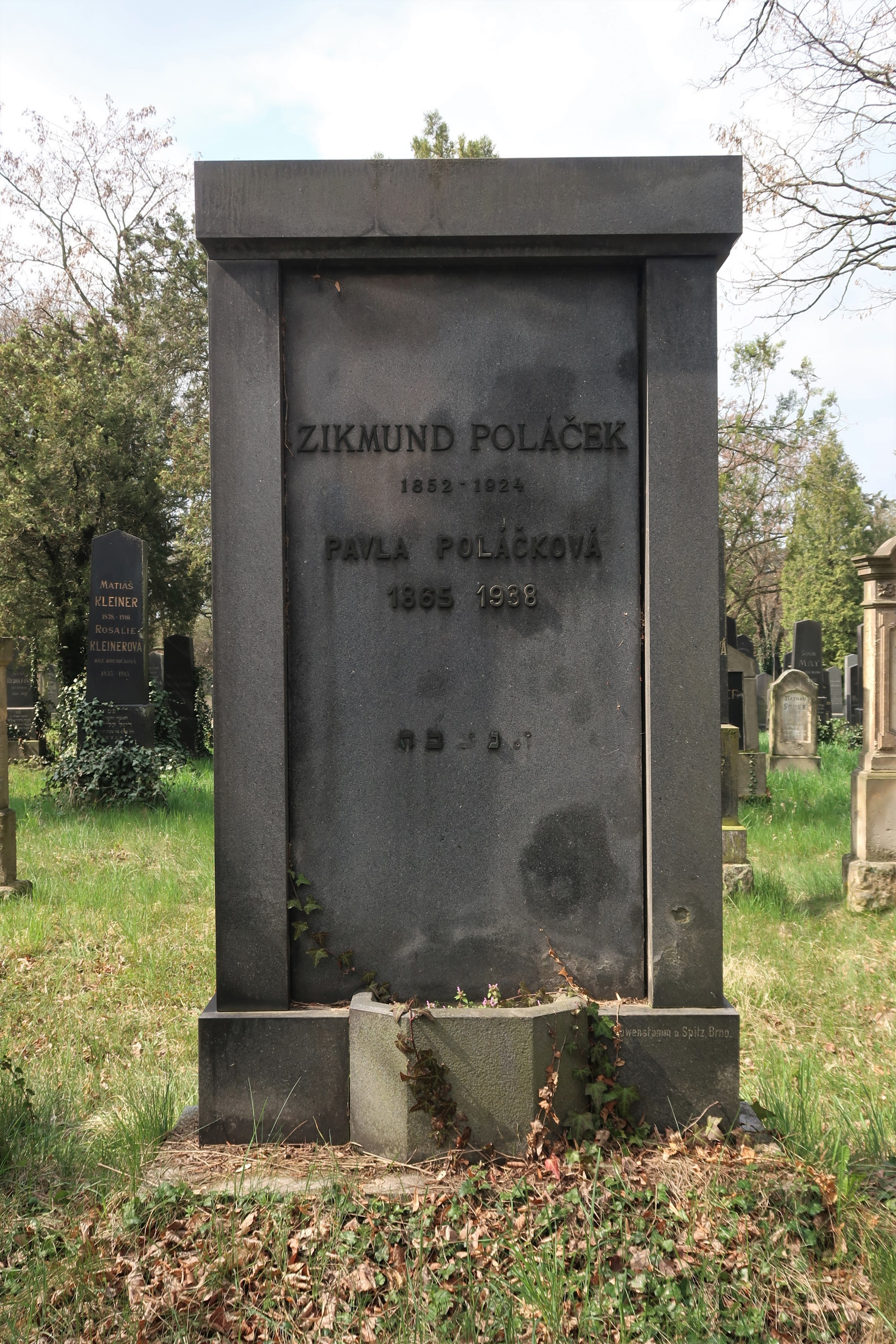
Hrobka Zikmunda Poláčka (1852–1924), provozovatele kavárny American
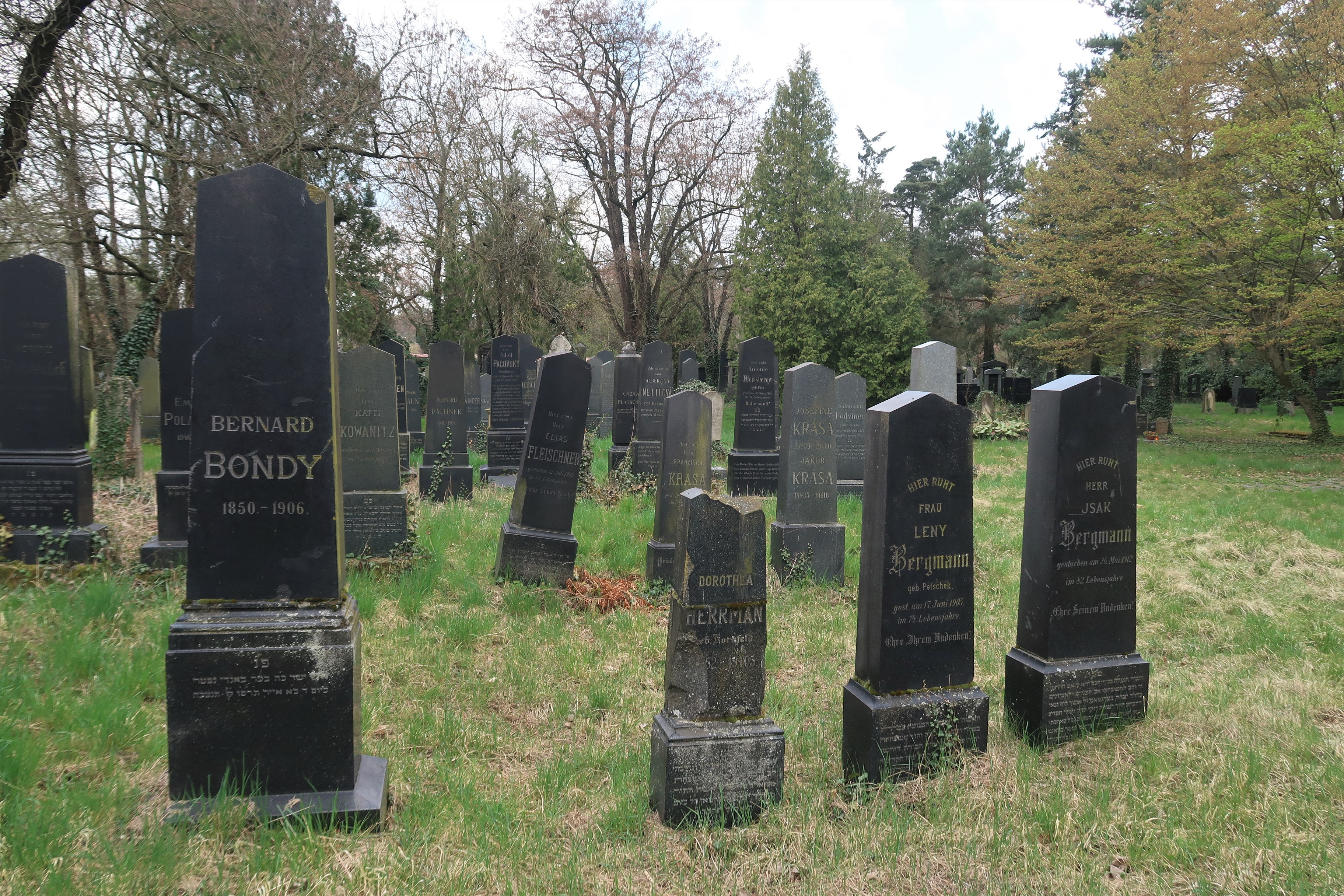
Vlevo hrobka obchodníka Bernarda Bondyho (1850–1906), starosty kolínské Židovské náboženské obce
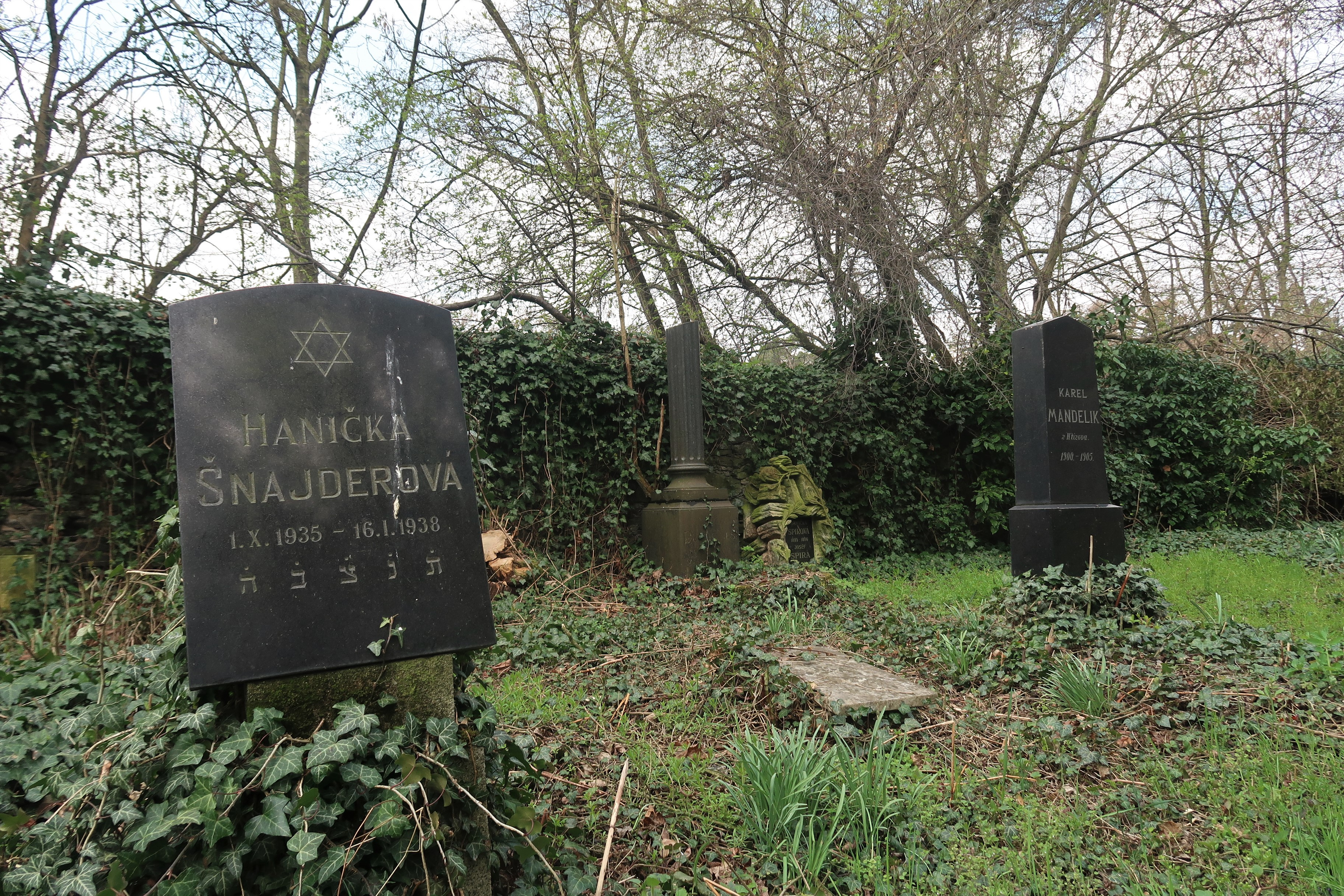
Dětské hroby západní části hřbitova
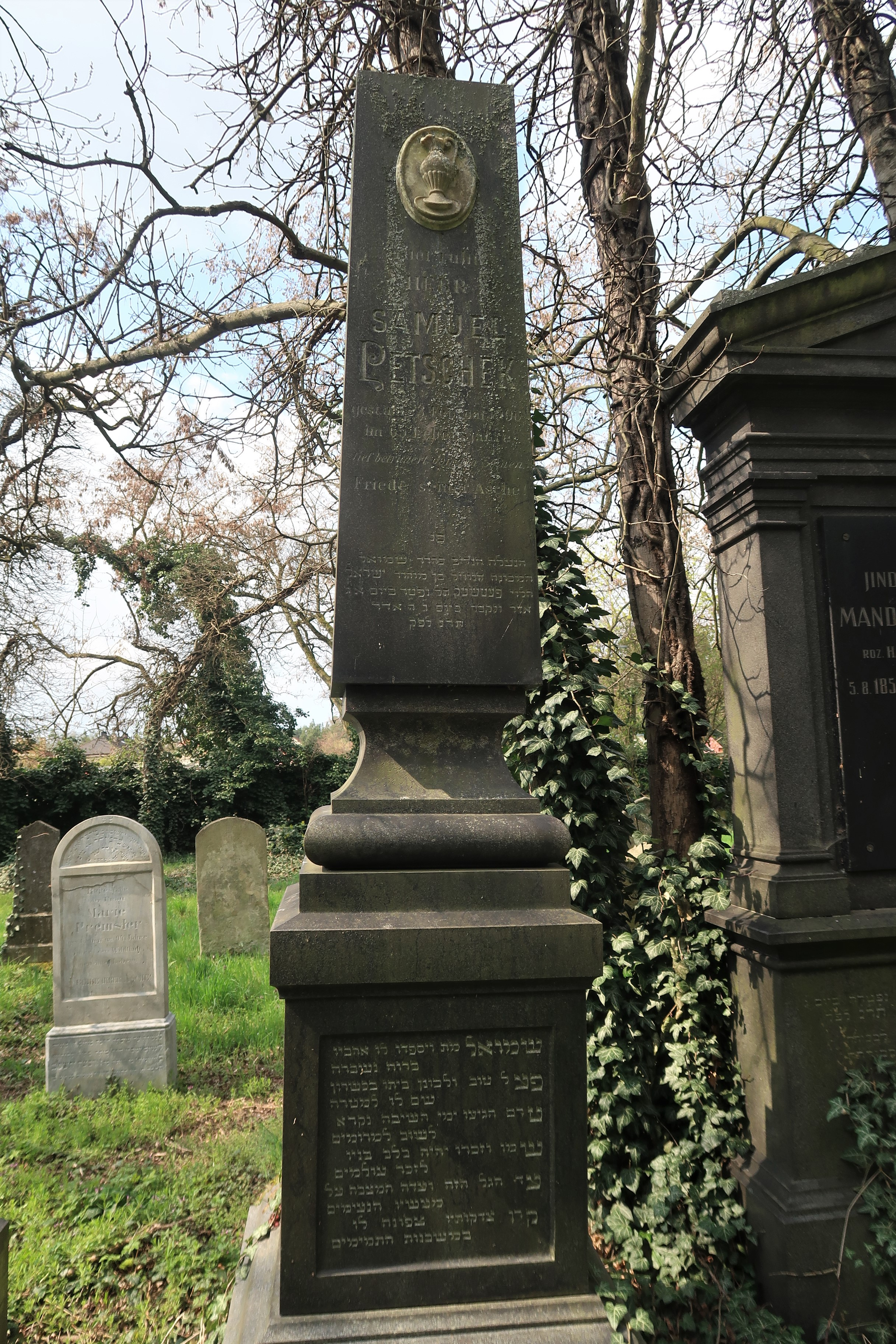
Hrobka obchodníka Samuela Petschka (1825–1891), strýce uhlobaronů Isidora, Julia a Ignaze Petschkových
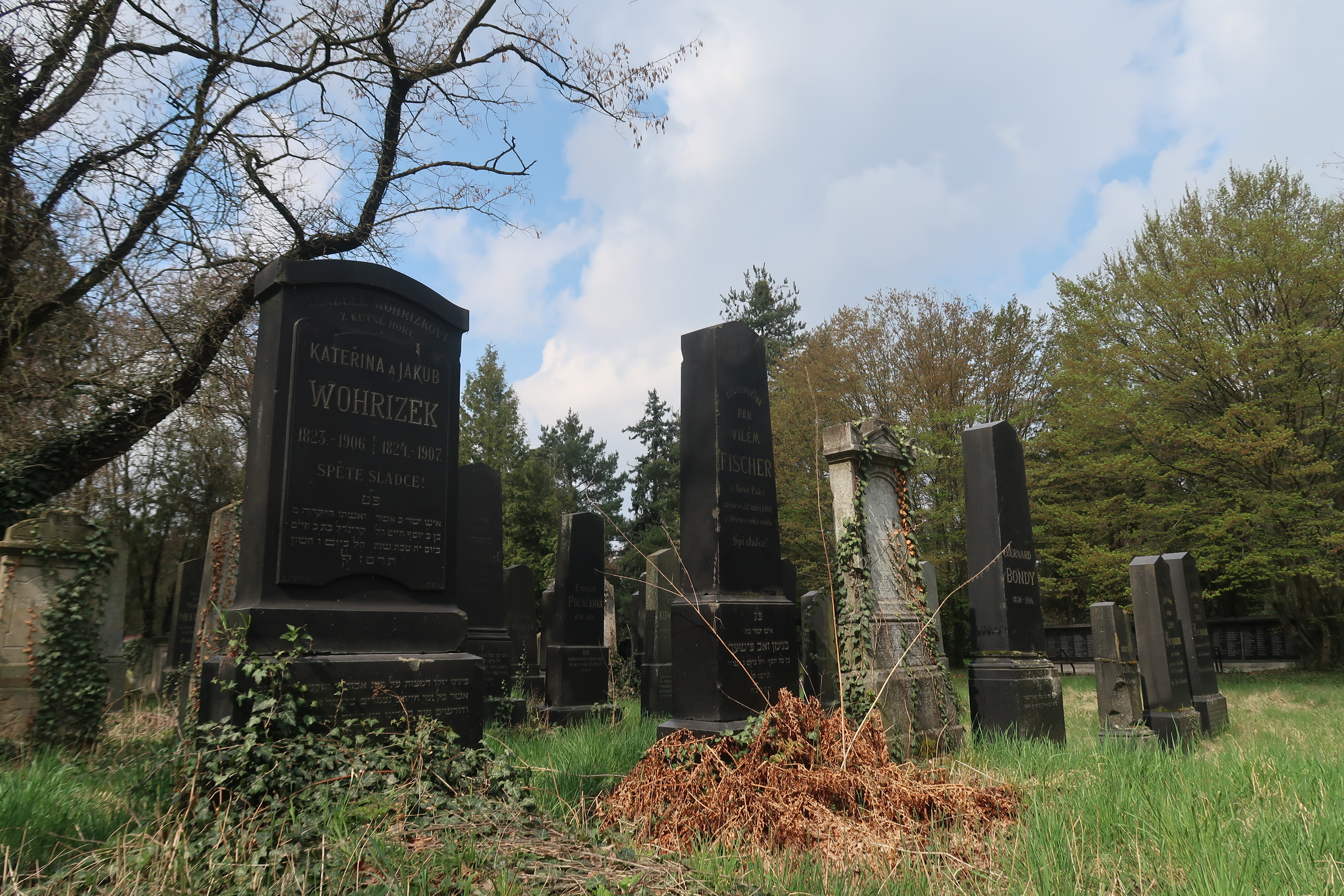
Nový židovský hřbitov v Kolíně
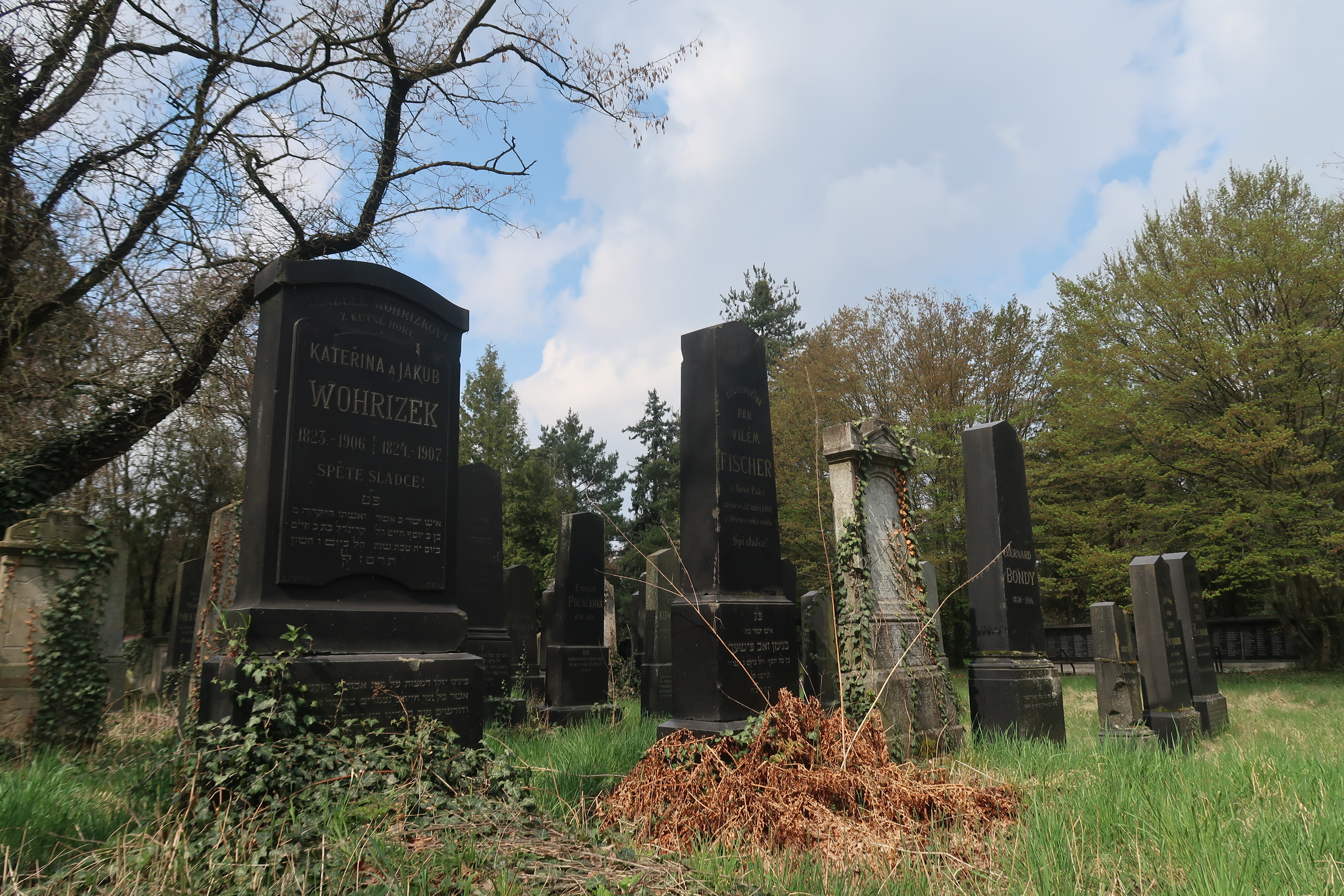
Nový židovský hřbitov v Kolíně
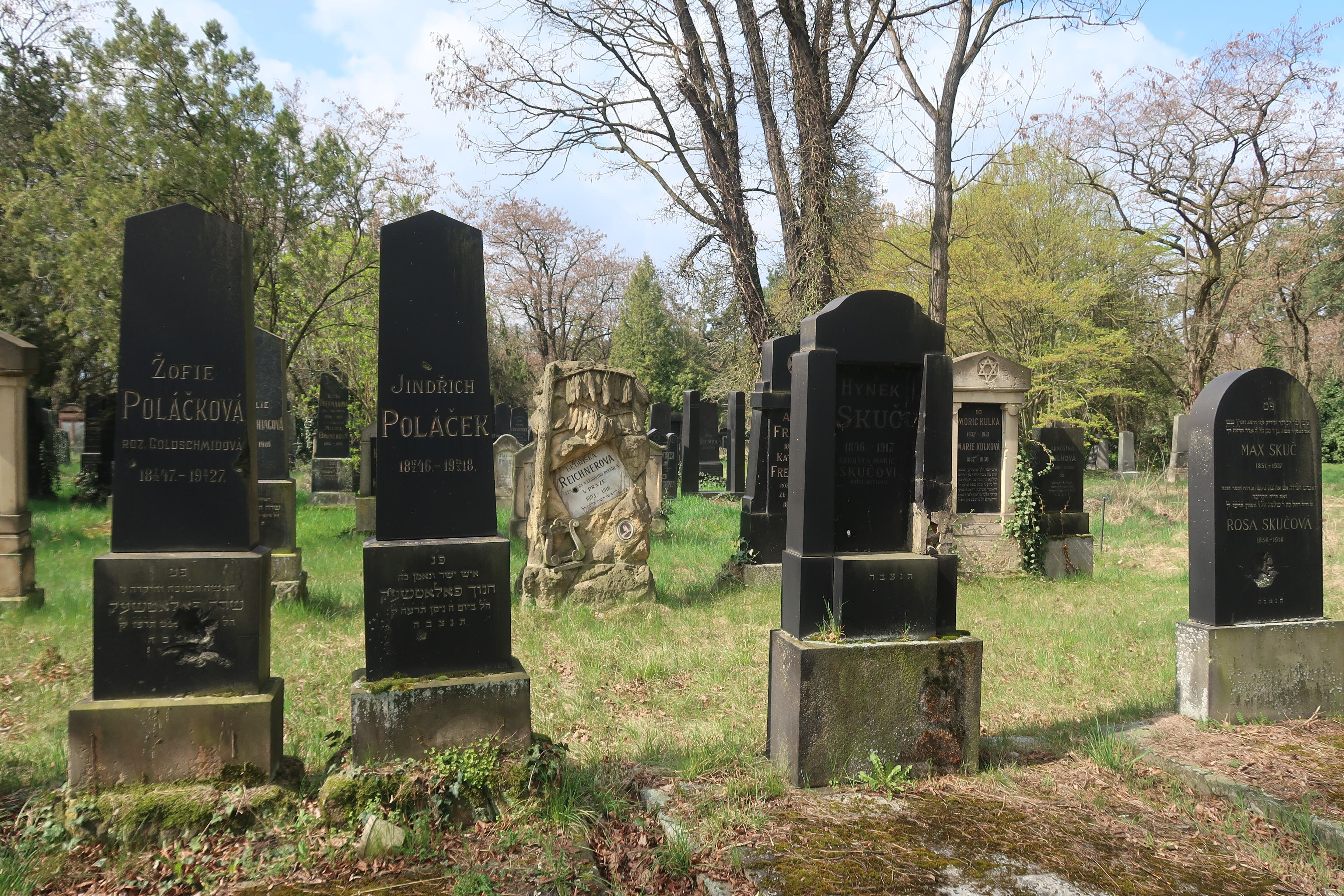
Hrobka Jindřicha Poláčka (1846–1918), obchodníka s uhlím a nájemce plynárny